# Naixement de Joan Baptista
La Nativitat de Sant Joan Baptista (o Naixement de Joan Baptista), és un festivitat cristiana que celebra el naixement de Joan Baptista, un profeta que va anunciar la vinguda del Messies en la persona de Jesús, a qui ell mateix va batejar.

## Tradició bíblica

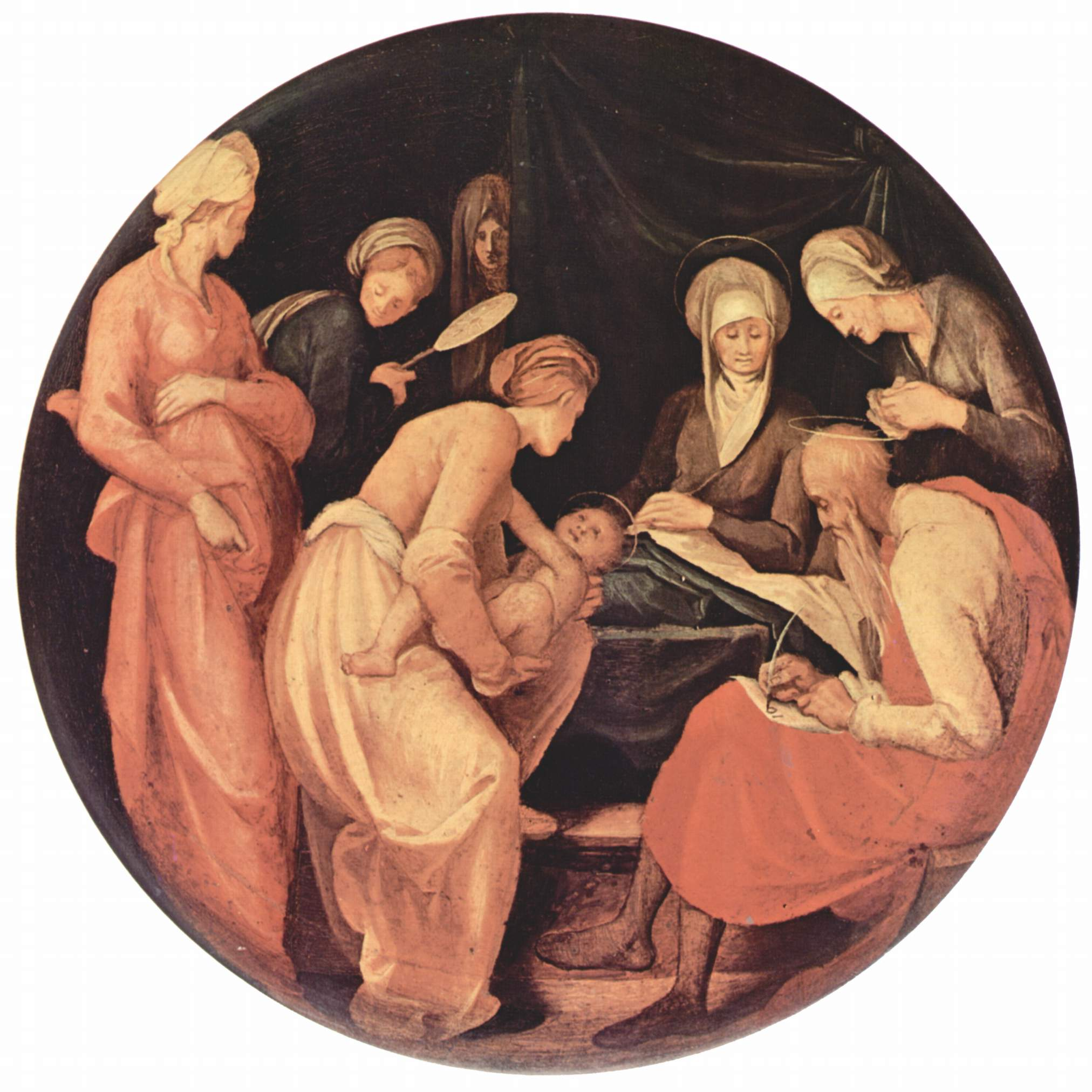
Naixement de Joan Baptista, representada segons l'escriptura de Zacaries, "El seu nom és Joan"

Els cristians tradicionalment han interpretat la vida de Joan Baptista com a preparació per la vinguda de Jesús, i les circumstàncies miraculoses del seu naixement, tal com es recull al Nou Testament. El lloc central de Joan a l'evangeli s'observa en l'èmfasi que Lluc dona a l'anunci del seu naixement i al mateix naixement.
L'únic relat bíblic canònic sobre el naixement de Joan Baptista és a l'Evangeli segons Lluc. Els pares de Joan, Zacaries — un sacerdot jueu — i Elisabet, una parella sense fills i més enllà de l'edat de tenir-los. Durant el torn de servei de Zacaries al Temple de Jerusalem, va ser escollit per oferir encens a l'Altar Daurat al santuari. Se li va aparèixer l'arcàngel Gabriel i li va anunciar que ell i la seva esposa tindrien un nen, i que li haurien d'anomenar Joan. Tanmateix, com què Zacaries no va creure el missatge de Gabriel, es va quedar mut fins al naixement de Joan; quan els seus familiars van voler que el nen s'anomenés Zacaries com el seu pare, aquest va escriure, "El seu nom és Joan" i va recuperar la parla.［ Lluc:1:5-25］ Arran de l'obediència de Zacaries a l'ordre de Déu, se li va donar el do de la profecia, i va predir el futur ministeri de Joan.［ Lluc:1:67-79］

## Celebracions litúrgiques
Durant l'Anunciació, quan l'arcàngel Gabriel se li va aparèixer a la verge Maria per informar-li que engendraria Jesús, fill de l'Esperit Sant, també la va informar que la seva cosina Elisabet estava embarassada de sis mesos.［Lluc 1:36］ Maria llavors va anar a visitar Elisabet. Segons l'Evangeli de Lluc, la criatura “va saltar” dins el seu ventre amb la salutació de Maria.［Lluc 1:44］.
El naixement de Joan se situa en el 24 de juny, tres mesos després de la celebració de l'Anunciació el 25 de març i sis mesos abans de la celebració de la Nativitat de Jesús per Nadal. Aquestes dates no es consideren exactes, sinó tan sols situen la celebració d'aquests esdeveniments en un punt específic del període que presumiblement varen succeir.
La Nativitat de Joan Baptista és una de les festivitats més antigues de l'església cristiana, esmentada ja al concili d'Agde el 506 com una de les principals festivitats d'aquella regió, on era dia festiu i, com Nadal, se celebrava amb tres misses: a la vigília, a la matinada, i al migdia.